# Повний відрив (фільм, 1999)
Повний відрив (англ. Full Blast) — фільм канадського режисера Родріга Жана. Фільм є екранізацією роману Мартіна Пітре L'Ennemi que je connais. Перший французькомовний художній фільм, профінансований компанією Film New Brunswick, провінційним агентством з розвитку кіно.
Фільм був вперше показаний на Міжнародному кінофестивалі у Торонто в 1999 р. Прем'єра в кінотеатрах відбулася в 2000 році.

## Сюжет
Страйк на пилорамі в невеликому містечку в Нью-Брансвіку залишає Стефа (Девід Ла Хей) та Пістона (Мартін Десганьє) без роботи. Вони хочуть воскресити свою групу Lost Tribe, але Марі-Лу (Марі-Джо Теріо), колишня дружина Пістона та колишня солістка групи, не захоплена цією ідеєю.
Тим часом у бісексуального Стефа виникають проблеми в  стосунках з Роуз (Луїза Портал).

## У ролях
- Девід Ла Хей — Стеф
- Мартін Десганьє — Пістон
- Луїз Портал — Роуз
- Марі-Джо Теріо — Марі-Лу
- Патріс Годін — Чарльз
- Даніель Дежардінс — Чіко
- Люк Проулкс — Батько Стефа
- Даніка Арсено — Джульєтта

## Нагороди
На Міжнародному кінофестивалі в Торонто фільм отримав почесну відзнаку від журі, за найкращий дебют канадського повнометражного фільму.
Фільм отримав чотири номінації на ІІІ премії Jutra в 2001 році, за найкращого актора (Девід Ла Хей), найкращої актриси (Луїз Портал), найкращої актриси другого плану (Марі-Джо Теріо) та найкращого музичного супроводу (Роберт Марсель Лепаж). Thério won the award for Best Supporting Actress.